# Chaetomium globosum
Chaetomium globosum är en svampart som beskrevs av Kunze 1817. Chaetomium globosum ingår i släktet Chaetomium och familjen Chaetomiaceae.  Arten är reproducerande i Sverige. Inga underarter finns listade i Catalogue of Life.